# Cesta I. triedy 35
Die Cesta I. triedy 35 (slowakisch für ‚Straße 1. Ordnung 35‘), kurz I/35, ist eine Straße 1. Ordnung in der Slowakei. Sie befindet sich im Westen des Landes und verläuft von Galanta zur Anschlussstelle Galanta der Schnellstraße R1 bei Dolná Streda. Sie ist 7,9 km lang und entstand 2016 teils durch Neubau, teils durch Umwidmung einer Teilstrecke der Straße 2. Ordnung 507.

## Verlauf
Die I/35 beginnt am Kreisverkehr östlich von Galanta, wo sie auf die Straße 1. Ordnung 75 trifft und tangiert die Stadt vom Nordosten. Bei Gáň nimmt sie die II/507 auf, die als Fortsetzung der I/35 an der Anschlussstelle Galanta mit der Schnellstraße R1 Richtung Dolná Streda und Sereď wieder erscheint.